# Імперська трансантарктична експедиція
Імперська трансантарктична експедиція 1914-1917 років (англ. Imperial Trans-Antarctic Expedition) — друга експедиція під командуванням сера Ернеста Шеклтона, метою якої був перетин всього Антарктичного материка. На думку Шеклтона, після того, як Руал Амундсен підкорив Південний полюс в 1911 році, перетин всього материка залишився єдиною великою метою антарктичних подорожей. Досягти поставленої мети не вдалося, проте в анналах історії ця експедиція стала прикладом професіоналізму та витривалості полярників, які зуміли вижити в екстремальних умовах. Експедиція вважається останньою великою подорожжю «Золотого століття полярних досліджень», що використовують технології XIX століття, коли обмежена в ресурсах команда була повністю відрізана від зовнішнього світу. Далі в антарктичних експедиціях використовувалися принципово інші технології та засоби зв'язку.
Експедиція включала два загони по 28 осіб на кораблях «Енд'юренс» та «Аврора». Група Шеклтона на кораблі «Енд'юренс» мала підійти до узбережжя моря Ведделла, перезимувати у затоці Фазеля і з приходом наступного антарктичного літа виступити на Південний полюс. Другий загін, базуючись на острові Росса в протоці Мак-Мердо, повинен був закласти склади для успішного повернення загону Шеклтона. В результаті обидва судна потрапили в пакові льоди і почали незапланований дрейф, в ході якого «Ендьюренс» був розчавлений льодом і затонув. Команда Шеклтона зуміла врятуватися без втрат, покладаючись тільки на власні сили. З 10 осіб, що залишилися на острові Росса, загинули троє. Оскільки експедиція проходила під час Першої світової війни, вона виявилася практично непоміченою сучасниками.

## Передісторія
Суспільне визнання, яке Шеклтон отримав в ході експедиції на «Німроді», було практично перекреслено новою експедицією капітана Скотта. Коли 8 березня 1912 в Лондон прийшли перші телеграми про успіх Руала Амундсена, Шеклтон відразу заявив, що досягнення Південного полюса — це зовсім не фінальна крапка в освоєнні Антарктики. На думку Шеклтона, відтепер головним завданням стає перетин всього Антарктичного материка. Втім, Вільгельм Фільхнер ще у 1911 році почав реалізацію планів Трансантарктичних експедиції, розраховуючи перетнути материк в найвужчому його місці — від затоки Фазеля (на 78° пд.ш.) через Південний полюс, щоб повернутися до острова Росса по трасі, яка була розвідана Шеклтоном і Скоттом. 11 грудня 1911 р. Фільхнер на судні «Дойчланд» відплив з острова Південна Джорджія, прямуючи в море Ведделла, але повернув назад вже в січні 1912: шлях був закритий суцільними полями пакового льоду. Проте, плани Фільхнера, включаючи місце для вихідної бази і маршрут прямування, сильно вплинули на розрахунки Шеклтона. Після отримання трагічних звісток про капітана Скотта, Шеклтон прагнув якнайшвидше розпочати нову експедицію, для чого звернувся за допомогою до колишнього прем'єр-міністра, лорда Розбері, який відповів що на полярні подорожі шкода витратити навіть фартинг. Підтримку Шеклтону надав шотландський дослідник Вільям Спірс Брюс, який готував аналогічну експедицію ще з 1908 року. Він навіть дозволив Шеклтону скористатися його розрахунками. Британський уряд, який терміново потребував реабілітації країни в області полярних досліджень, пообіцяв Шеклтону пожертву в 10 000 фунтів стерлінгів. Того ж дня, 29 грудня 1913 року, Шеклтон направив лист в газету Times, в якому сповіщав публіку про свої наміри.

## Підготовка

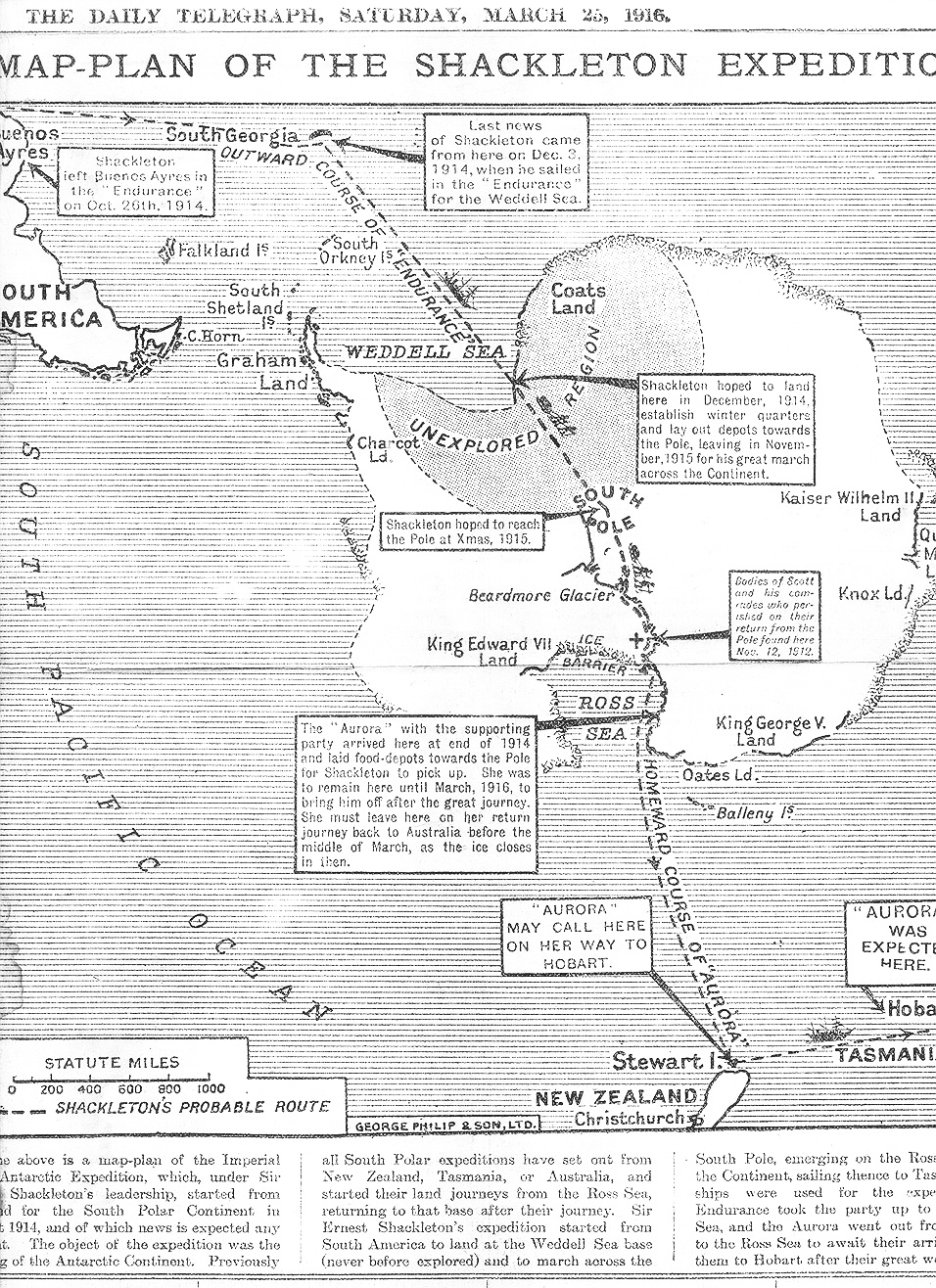
Карта-схема експедиції, опублікована в березні 1916 року. До цього часу від Шеклтона не було звісток вже півтора року.

### Плани
Шеклтон відразу ж оголосив свою експедицію «Імперською», він заявив: «Не тільки ми, острів'яни, а й мешканці всіх земель, що живуть під покровом «Юніон Джека» (британського прапора) — наші родичі, будемо раді допомогти в реалізації програми досліджень»
Щоб максимально зацікавити публіку, Шеклтон на початку 1914 року опублікував окремою брошурою детальний план походу. У загальних рисах він виглядав наступним чином:
Експедиція складатиметься з двох загонів на двох судах. Загін Шеклтона у складі 14 осіб висадиться на узбережжі Затоки Фазеля. Далі Трансконтитентальна частина, яка складається з 6 осіб, з 69 собаками і двома моторними саньми, повинна буде подолати 1800 миль (2900 км) через Південний полюс до Моря Росса. Інші люди повинні будуть досліджувати Землю Грема (на судні) і Землю Ендербі (на суші), а також підтримувати базу в належному стані.
Другий загін під командуванням Енеаса Макінтоша (10 осіб) повинен буде десантуватися на острові Росса в протоці Мак-Мердо на протилежному кінці континенту. Його завданням буде закладка складів провіанту та спорядження аж до льодовика Бірдмора і зустріч Трансконтинентальної частини експедиції. Додатково їм належало здійснити «геологічні та інші спостереження». Шеклтон мав намір здійснити перехід в перший сезон 1914-1915 років, але майже відразу зрозумів нереалістичність цього плану і вирішив зазимувати. Однак, в інструкціях, даних Макінтошу, не було зроблено поправок.

### Фінансування

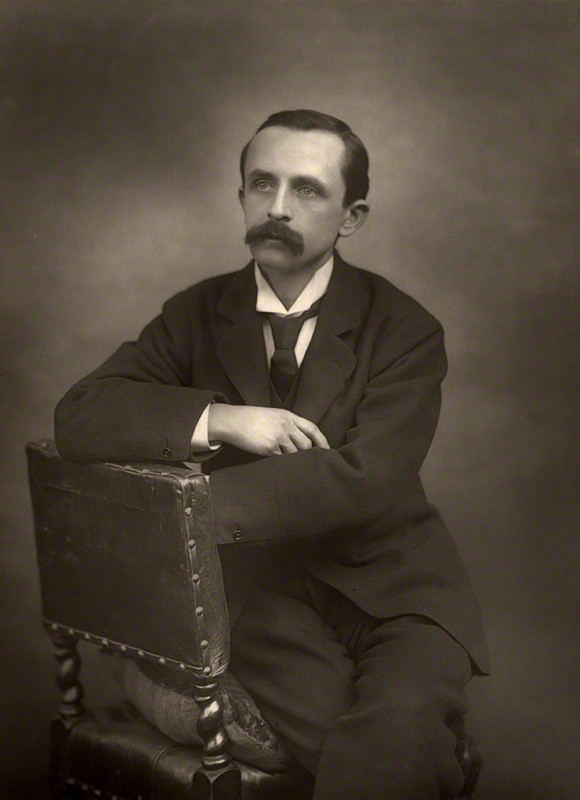
Джеймс Баррі — один зі спонсорів експедиції

Шеклтон заклав бюджет в 50 000 фунтів стерлінгів, причому він виходив з принципу мінімальних витрат. Враховуючи попередній досвід Роберта Фолкона Скотта і свій власний, він відмовився від громадської підписки і шукав великих спонсорів, почавши збір коштів ще в 1913 році. Спочатку збір коштів був безуспішним, але 29 грудня 1913 уряд пообіцяв пожертву в 10 000 фунтів за умови, що Шеклтон зможе знайти еквівалентну суму. Кошти надходили наступним чином: Королівське географічне товариство, з яким Шеклтон знаходився у сварці ще з 1909 року і нічого від нього не чекав, пожертвувало 1000 фунтів, причому Шеклтон з гордості прийняв тільки половину. Лорд Розбері, який не збирався дати на експедицію навіть фартинга, все ж таки пожертвував 50 фунтів! Газета «Нью-Йорк Таймс» 9 лютого 1914 оголосила, що близький друг Скотта — Джеймс Баррі пожертвував Шеклтону 50 000 доларів (близько 10 000 фунтів стерлінгів по курсу того часу). Навесні і влітку 1914 були щедрі дарування: глава фірми «Birmingham Small Arms Company», Дадлі Докер надав 10 000 фунтів, спадкоємиця тютюнового фабриканта Джанет Стенкомб — «значну суму», яка ніколи не була озвучена. Шотландський промисловець сер Джеймс Кейрд пожертвував 24 000 фунтів, після чого в одному з інтерв'ю Шеклтон заявив: «цей чудовий дар позбавив мене від усіх турбот».
Загальна сума витрат на експедицію не може бути визначена з причини відсутності даних по всіх пожертвам, проте в 1920 році репортери газети «Daily Mail» оцінили бюджет в 80 000 фунтів стерлінгів. Проте хронічне безгрошів'я і борги сильно ускладнили хід експедиції, особливо діяльність загону Макінтоша в Австралії та рятувальні операції 1916 року.
Шеклтон мав відмінне представлення про джерела прибутку і від самої експедиції, він задіяв їх повною мірою: наприклад, продав ексклюзивні права на публікацію матеріалів про експедицію газеті «Daily Chronicle» і навіть заснував компанію «Imperial Trans Antarctic Film Syndicate», якій належали монопольні права на демонстрацію фільмів про експедицію. На випадок якщо не повернеться живим, права на читання лекцій про експедицію Шеклтон передав Френку Вайлду.

### Експедиційні судна
Великою статтею витрат стали експедиційні судна. Для себе Шеклтон придбав норвезьку баркентину «Поларис» («Polaris»), побудовану в 1912 році на замовлення Адрієна де Жерлаша і Ларса Крістенсена. Спочатку передбачалося використовувати її як туристичну яхту для полювання в Шпіцбергені. Судно було побудовано за кресленнями «Фрама», однак мало гостріші обводи для підвищення мореплавності і тому паковий лід не міг вичавлювати його на поверхню. Воно мало місткість 320 реєстрових тонн, довжину 44 м., і окрім вітрил, було оснащено паровою машиною в 350 к.с., розвиваючи швидкість до 10 вузлів. Оскільки підприємство Жерлаша і Крістенсена збанкрутувало, баркентину виставили на торги і вона дісталася Шеклтону за 14 000 фунтів (наводилася також сума в 11 600 фунтів). Шеклтон перейменував судно і дав йому назву «Енд'юренс» («Endurance» —  буквально: «Витривалість», «Стійкість») на честь сімейного девізу роду Шеклтонів: «By endurance we conquer» (укр. «Витривалістю перемагаємо»).
(Докладніше див. статтю Енд'юренс (корабель, 1912))
Для другого загону Шеклтон приглядів дерев'яну китобійну яхту «Аврора» («Aurora»), побудовану в 1876 році, яка колись служила у Ньюфаундленді. 1910 року її купив колишній соратник Шеклтона — австралієць Дуглас Моусон для своєї експедиції. Звільнившись, яхта стояла до початку 1914 року в порту Гобарта, де і була придбана за 3200 фунтів стерлінгів. «Аврора» мала довжину 50 м., місткість 380 рєстрових тонн, і окрім вітрил, була оснащена паровою машиною в 98 к.с.

### Команда

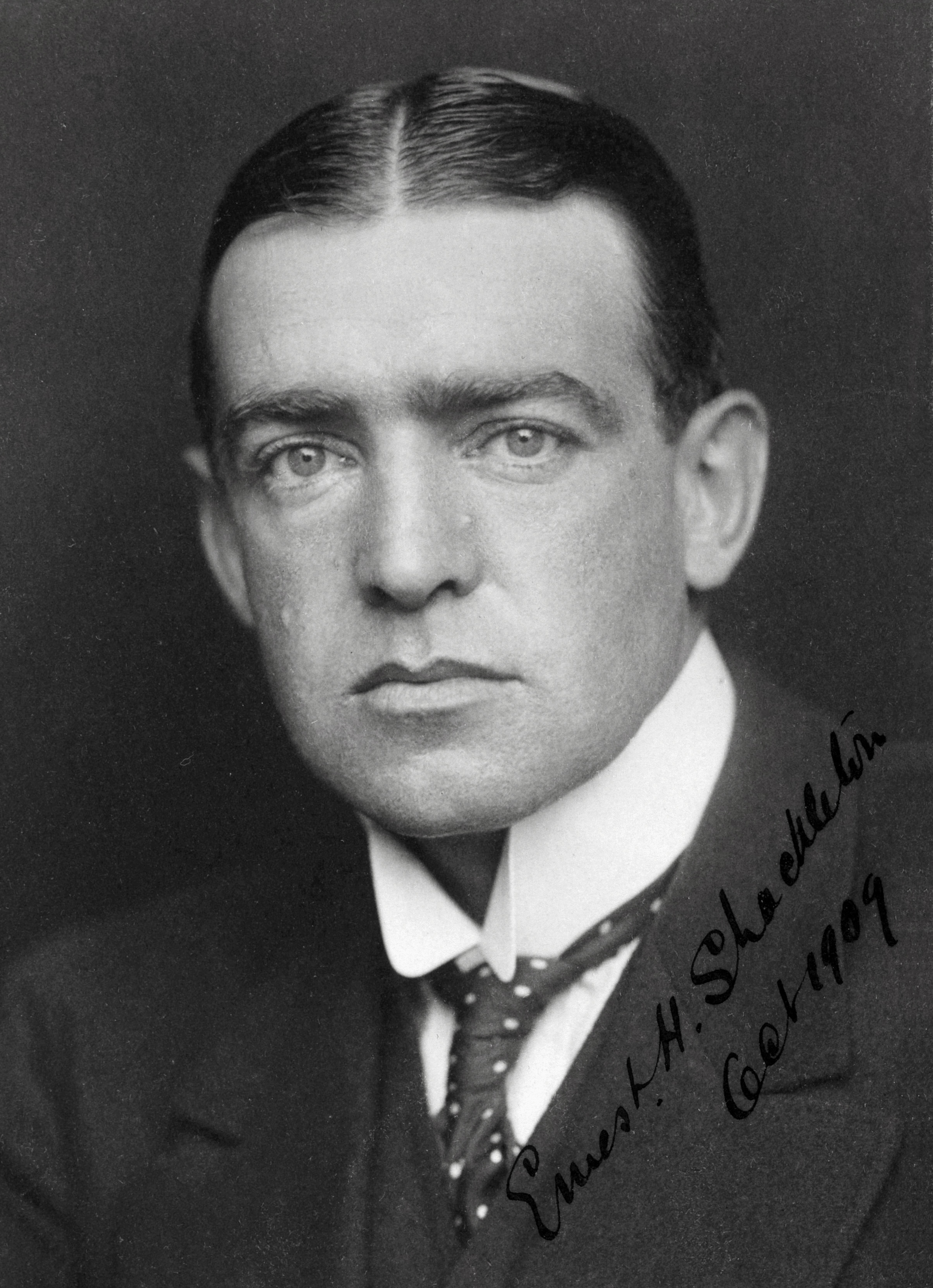
Ернест Генрі Шеклтон

Шеклтон розмістив у всіх лондонських газетах оголошення наступного змісту: «Потрібні люди для участі в ризикованій подорожі. Маленька платня, пронизливий холод, довгі місяці повної темряви, постійна небезпека, благополучне повернення сумнівне. У разі успіху — честь і визнання. Сер Ернест Шеклтон».
Загальне число заявок на участь в експедиції перевищило 5000, в тому числі і від жінок. Зрештою в команді було 56 осіб, по 28 на кожен загін, причому деякі увійшли до складу експедиції в останній момент — в Буенос-Айресі та Сіднеї. За своїм звичаєм, Шеклтон брав у команду перевірених людей, що брали участь в експедиції Скотта на «Діскавері», експедиції на «Німроді» і Австралійській антарктичній експедиції. Другим помічником на «Енд'юренсі» пішов Томас Крін, нагороджений Медаллю Альберта за порятунок капітана Еванса в експедиції «Терра Нова». Командувати загоном Моря Росса Шеклтон доручив Енеасу Макінтошу — ветерану експедиції «Німрода». Комплектування команди «Аврори» взагалі було ускладнене, бо Британське Адміралтейство відмовилося надавати своїх людей.
Науковий загін розмістився на борту «Енд'юренса» і включав шість осіб. Спеціально взяли фотографа і кінооператора, австралійця Френка Герлі. В цілому, більша частина команди була набрана за короткий час до початку експедиції. Серед команди «Аврори» було дуже мало людей, які мали досвід роботи в полярних широтах.

#### Загін Моря Ведделла
| - Сер Ернест Шеклтон — керівник експедиції - Френк Вайлд — заступник командира - Френк Ворслі — командир «Ендьюренса» - Ліонель Грінстріт — перший помічник - Том Крін — другий помічник - Альфред Чітем — третій помічник - Х'юберт Хадсон — штурман - Льюїс Рікінсон — машиніст - Альфред Керр — машиніст | - Олександр Маклін — лікар - Джеймс Макілрой — лікар - Джеймс Ворді — геолог - Леонард Хасси — метеоролог - Реджинальд Джеймс — фізик - Роберт Кларк — біолог - Френк Герлі — фотограф - Джордж Мерстон — художник - Томас Орд-Ліс — механік - Гаррі Макніш — тесля | - Чарлз Грін — кок - Волтер Хоу — матрос - Вільям Бейквелл — матрос - Тімоті Маккарті — матрос - Томас МакЛеод — матрос - Джон Вінсент — боцман - Ернест Холнесс — кочегар - Вільям Стефенсон — кочегар - Пірс Блекборо — стюард |

#### Загін Моря Росса
Значком «†» виділені люди, які загинули.
| - † Енеас Макінтош — керівник групи - Ернест Джойс — головний каюр - Ернест Вайлд — квартирмейстер - † Арнольд Спенсер-Сміт — капелан - Джон Лахлен Коул — біолог і лікар - Олександр Стівенс — натураліст - Річард Річардс — фізик - Ендрю Джек — фізик - Ірвінг Гейс — різноробочий | - † Віктор Хейвард — різноробочий - Обрі Нінніс — автомеханік - Ліонель Хук — радіотелеграфіст - Джозеф Стенгаус — перший помічник - Леслі Томпсон — другий помічник - Альфред Ларкмен — головний машиніст - Едріан Донеллі — другий машиніст - Джеймс Петон — боцман - Кларенс Могер — тесля - Сідни Еткін — матрос | - Артур Даунінг — матрос - Вільям Кавана — матрос - Е. Воррен — матрос - Чарлз Глідден — матрос другої статті - С. Грейд — кочегар - Вільям Магрідж — кочегар - Гарольд Шоу — кочегар - Едвард Вайс — кок - Еміль Данглад — стюард |

## Хід експедиції

### Діяльність загону Моря Ведделла

#### Плавання на південь

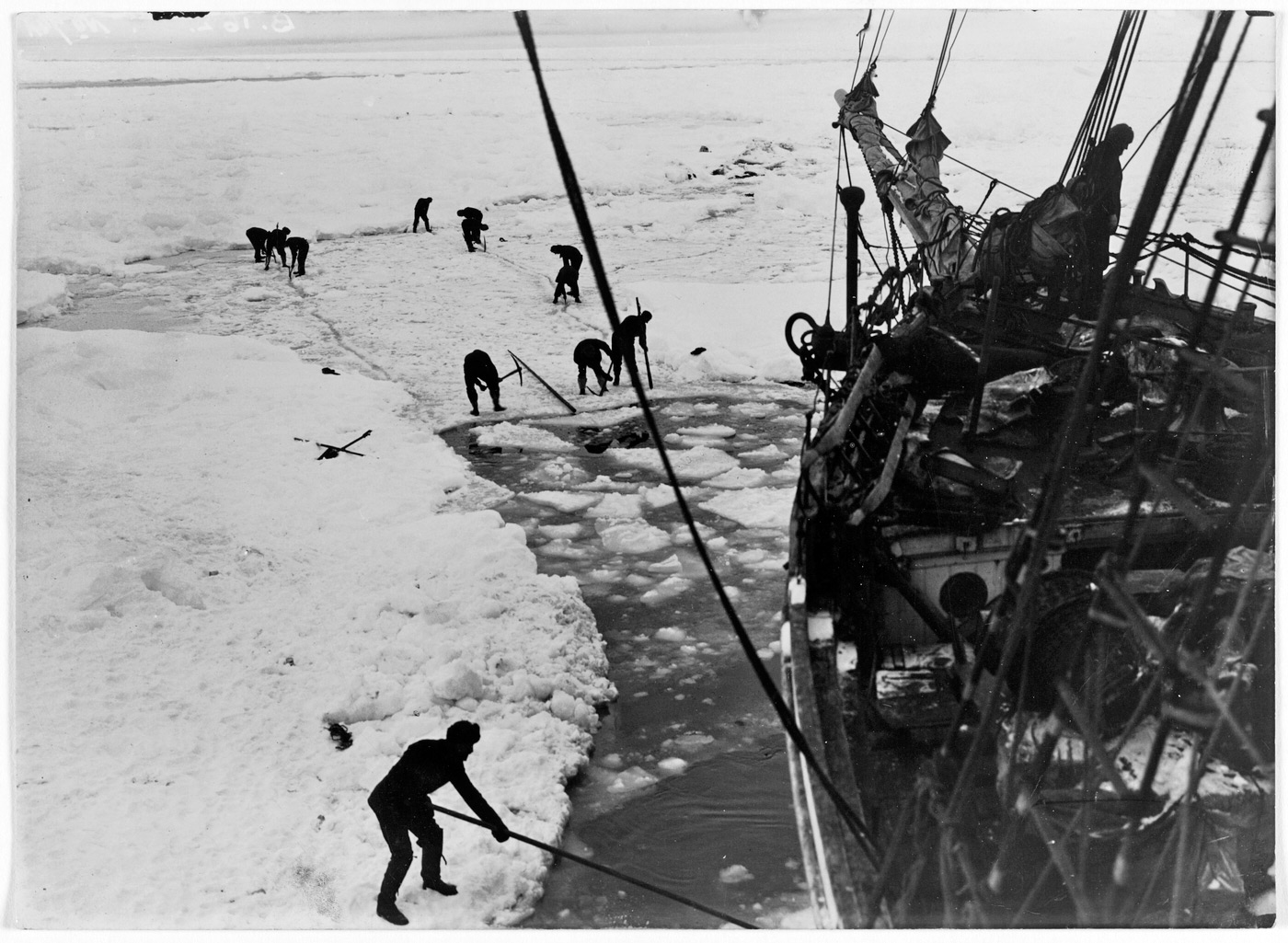
Судова команда намагається пробити канал в паковому льоду

Судно «Енд'юренс» відпливло з Плімута 8 серпня 1914, прямуючи в Буенос-Айрес. Шеклтона не було на борту, він залагоджував фінансові проблеми експедиції. У Буенос-Айрес він відплив швидкохідним лайнером і прибув туди раніше свого корабля. У столиці Аргентини команду поповнив Пірс Блекборо, а декілька людей, що вирушили з Британії, звільнилися. 26 жовтня відпливли до Південної Джорджії, яку побачили 5 листопада. На китобійній базі Грютвікен полярники прожили місяць і 5 грудня рушили далі на південь. 7 грудня довелося повернути на північ, зіткнувшись з суцільними льодовими полями на 57° 26' пд.ш. Маневри не допомогли, згуртовані льодові поля вже 14 грудня перегородили шлях судну на 24 години. Через три дні «Ендьюренс» знову зупинився. В описі подорожі Шеклтон зізнавався, що був готовий до важких льодових умов, але настільки потужних полів пакового льоду не очікував.

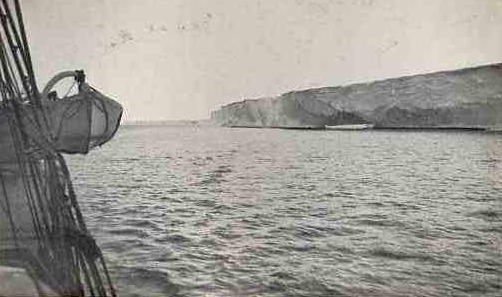
Крижані вали. Січень 1915

Зусилля всієї команди допомогли пробити в пакових льодах канал, тому до 22 грудня вдавалося просуватися на південь. До 7 січня 1915 «Ендьюренс» зіткнувся з 30 метровими крижаними стінами, які оточують узбережжя Землі Котса. Ці території вже обстежив в 1904 році Вільям Спірс Брюс. Ця обставина змусила Шеклтона відмовитися від висадки, хоча 15 січня була виявлена зручна для бази бухта з пологими краями льодовика, який веде всередину материкового льоду. Шеклтон заявив, що місцевість знаходиться занадто далеко від затоки Фазель. Пізніше він шкодував про це рішення. 17 січня експедиція досягла 76° 27' пд.ш., звідки була видна земля, яку Шеклтон назвав «Кейрда» — на честь спонсора походу. Через надзвичайно погану погоду « Енд'юренс» сховався від бурі за айсбергом.
Експедиція перебувала поблизу Землі Луітпольда, яку відкрив і назвав Вільгельм Фільхнер в 1912 році, затока Фазеля знаходилася південніше. Через суцільний лід, довелося пройти 23 км на захід, після чого просування стало остаточно неможливим, «Енд'юренс» перебував на 76° 34' пд.ш., 31° 30' з.д. Довелося погасити топки парового котла для заощадження палива. 14 лютого команда була знову мобілізована з кирками і пилками для того, щоб прорубати канал у льоду, але потім Шеклтону довелося змиритися з тим, що зиму вони проведуть в негостинних обіймах пакового льоду.

#### Дрейф «Ендьюренс» у лютому-жовтні 1915

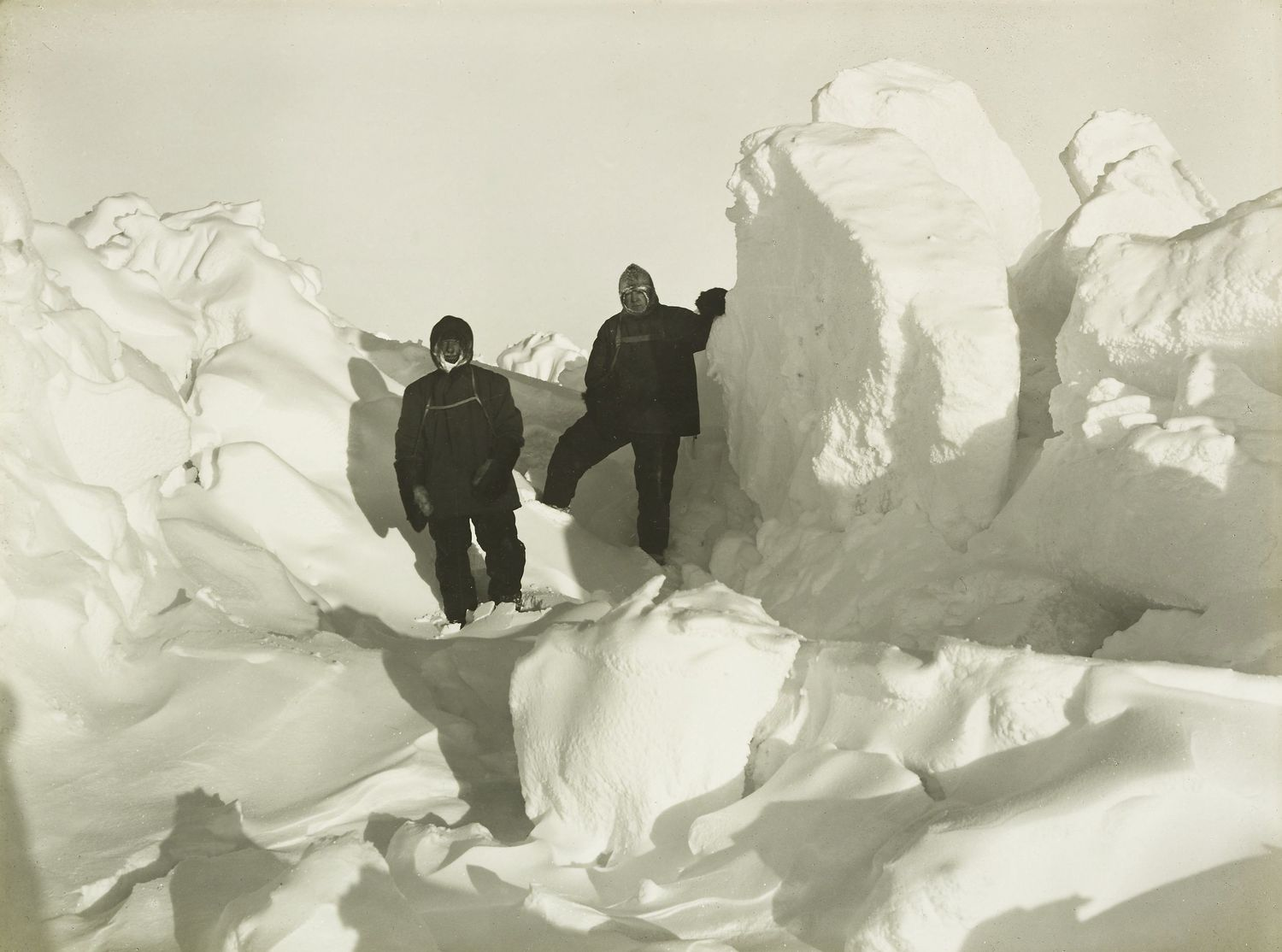
Шеклтон і Вайлд серед торосів

21 лютого «Ендьюренс» опинився в найпівденнішій точці свого шляху — 76° 58' пд.ш., потім почав дрейфувати на північ. 24 лютого Шеклтон оголосив про початок зимівлі, після чого собаки були спущені на лід і розміщені в спеціальних будках, а житлові приміщення судна стали утеплювати. Був розгорнутий бездротовий телеграф, проте його потужності виявилося недостатньо для передач у зовнішній світ. Шеклтон ґрунтувався на досвіді дрейфу Фільхнера, який був блокований льодами 6 березня 1912 за 300 км від Землі Котса і звільнився через 6 місяців на широті 63° 37' пд.ш., не отримавши ушкоджень. Шеклтон вважав, що наступної весни зможе повторити спробу досягти затоки Фазеля.
Швидкість дрейфу була вкрай малою. Наприкінці березня Шеклтон вирахував, що з 19 січня корабель пройшов всього 95 морських миль (193 км). Проте вже в квітні почалися зрушення льоду, Шеклтон спостерігав за ними з занепокоєнням і писав, що якщо корабель потрапить в зону стиснення, то буде розчавлений як яєчна шкаралупа. До початку полярної ночі (у травні) експедиція була в точці 75° 23' пд.ш., 42° 14' з.д., продовжуючи дрейфувати на північ.

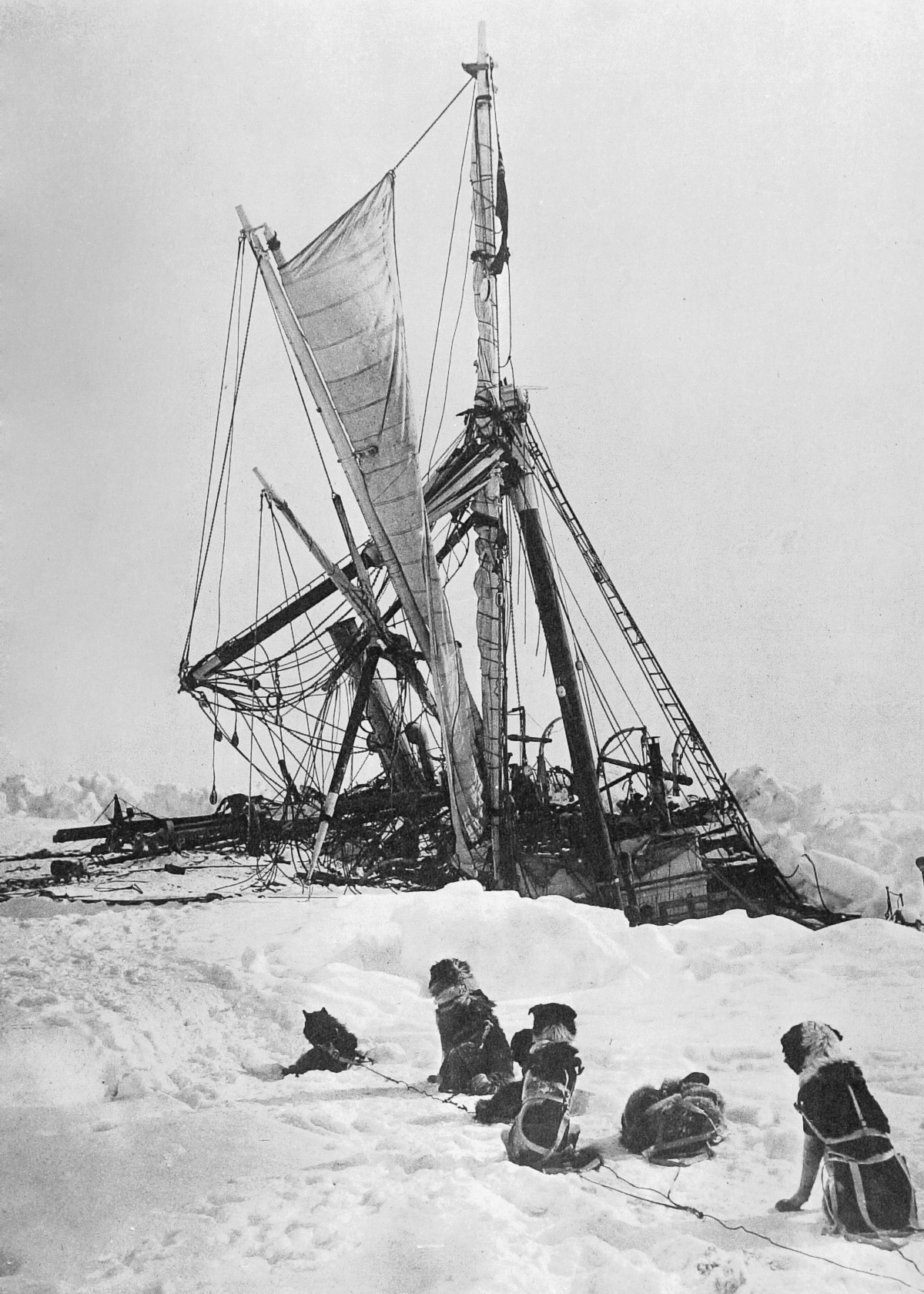
Розбитий «Ендьюренс» в льодах

Полярна ніч проходила в сприятливій обстановці, хоча багато уваги вимагали до себе собаки, розміщені на льоду. Були введені обов'язкові лижні прогулянки при місячному світлі, ставилися аматорські вистави і неухильно відзначалися різні події. 24 травня було урочисто відзначено День імперії. Тільки 22 липня зрушення льоду стали представляти загрозу. 1 серпня з південного заходу налетів шторм з затяжними снігопадами, лід зімкнувся під кілем корабля, але конструкція витримала. У серпні «Ендьюренс» дрейфував у районі, в якому в 1823 році капітан Бенджамін Морелл нібито помітив острів, названий Нова Південна Гренландія. Шеклтон, не знайшовши жодних ознак суші, дійшов висновку, що Морелла ввели в оману айсберги.
30 вересня «Ендьюренс» переніс найважчі льодові стиснення за весь час експедиції і Ворслі порівняв корпус корабля з воланом, який перекидають дюжину разів. 24 жовтня сильний напір льоду з штирборту призвів до руйнування дерев'яної конструкції і утворення пробоїни. На лід були вивантажені припаси і три шлюпки. Три доби команда боролася за життя корабля, відкачуючи з трюмів воду при температурі -27° C і намагаючись підвести пластир. 27 жовтня Шеклтон розпорядився почати евакуацію на лід. Судно знаходилося в точці 69° 05' п.ш., 51° 30' з.д.. Уламки трималися на плаву ще декілька тижнів, що дозволило витягти безліч залишених речей, в тому числі фотокамери Херлі і 550 відзнятих фотопластинок. Через величезну вагу довелося відібрати тільки 150 найвдаліших, а решту довелося залишити.

#### В дрейфуючих льодах

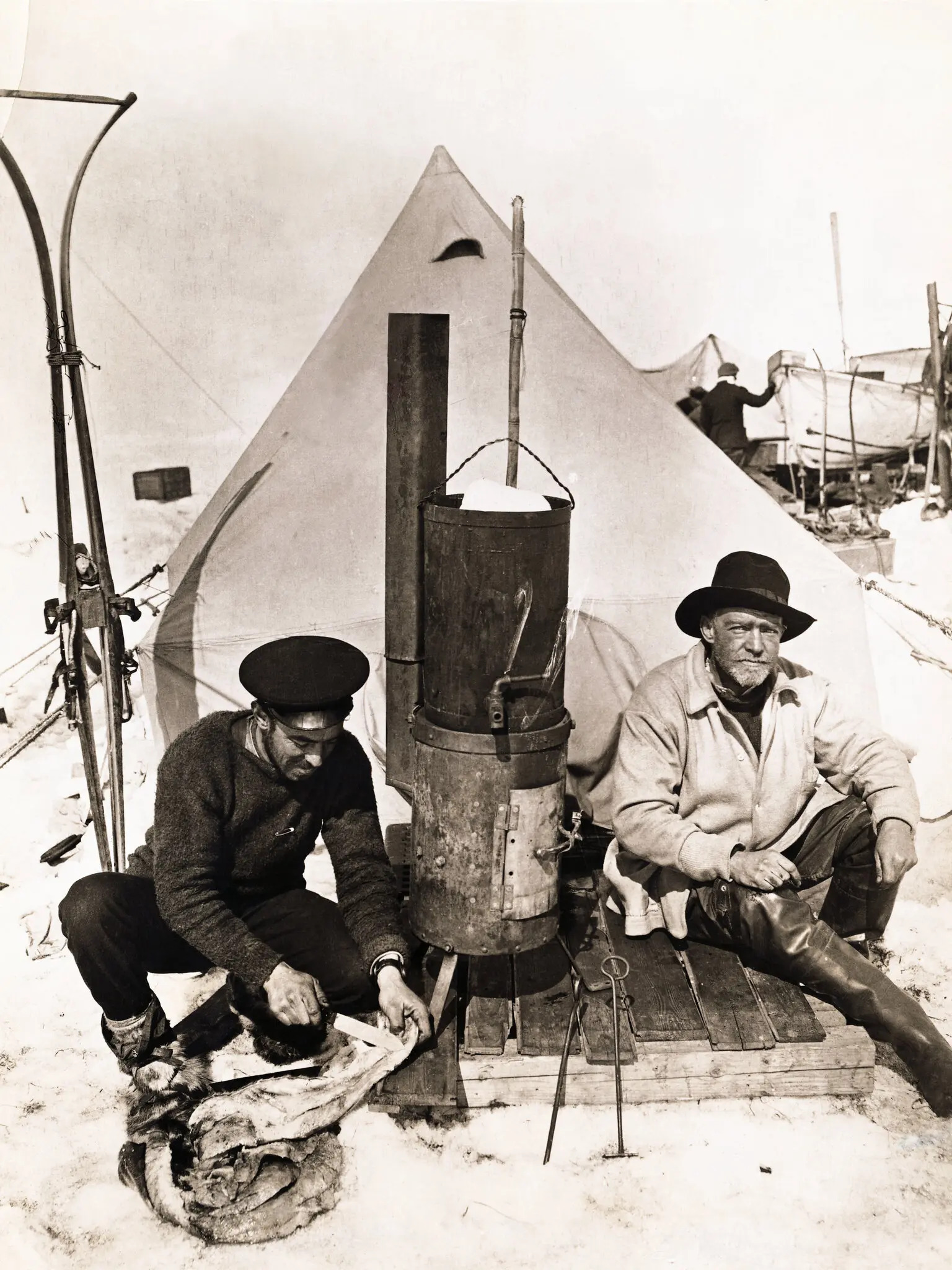
Френк Герлі (ліворуч) і Ернест Генрі Шеклтон (праворуч) у «Океанському таборі»

Після загибелі корабля не могло бути й мови про перетин континенту, команді потрібно вижити. У Шеклтона було кілька варіантів маршруту, але особливо його приваблював острів Робертсона, звідки можна було дістатися до Землі Грема і китобійної бази в затоці Вільгельміни. Ворслі розрахував, що команді належить подолати близько 700 км, причому вважав за необхідне дочекатися літа, щоб можна було рушити на човнах. Шеклтон відкинув цю пропозицію.
Похід по дрейфуючих льодах почався 30 жовтня 1915, причому дві з трьох шлюпок повантажили на сани. Обстановка на льоду безперервно гіршала. За словами Херлі, це був суцільний лабіринт валів і торосів, в якому ледве можна було знайти ярд рівної поверхні. За три дні вдалося подолати всього 3 милі, після чого 1 листопада Шеклтон оголосив зупинку: належало дочекатися часу, коли лід розтане. Табір на льоду отримав назву «Ocean Camp» (укр. Океанський табір), причому з табору можна було побачити уламки «Енд'юренса», який остаточно затонув 21 листопада.

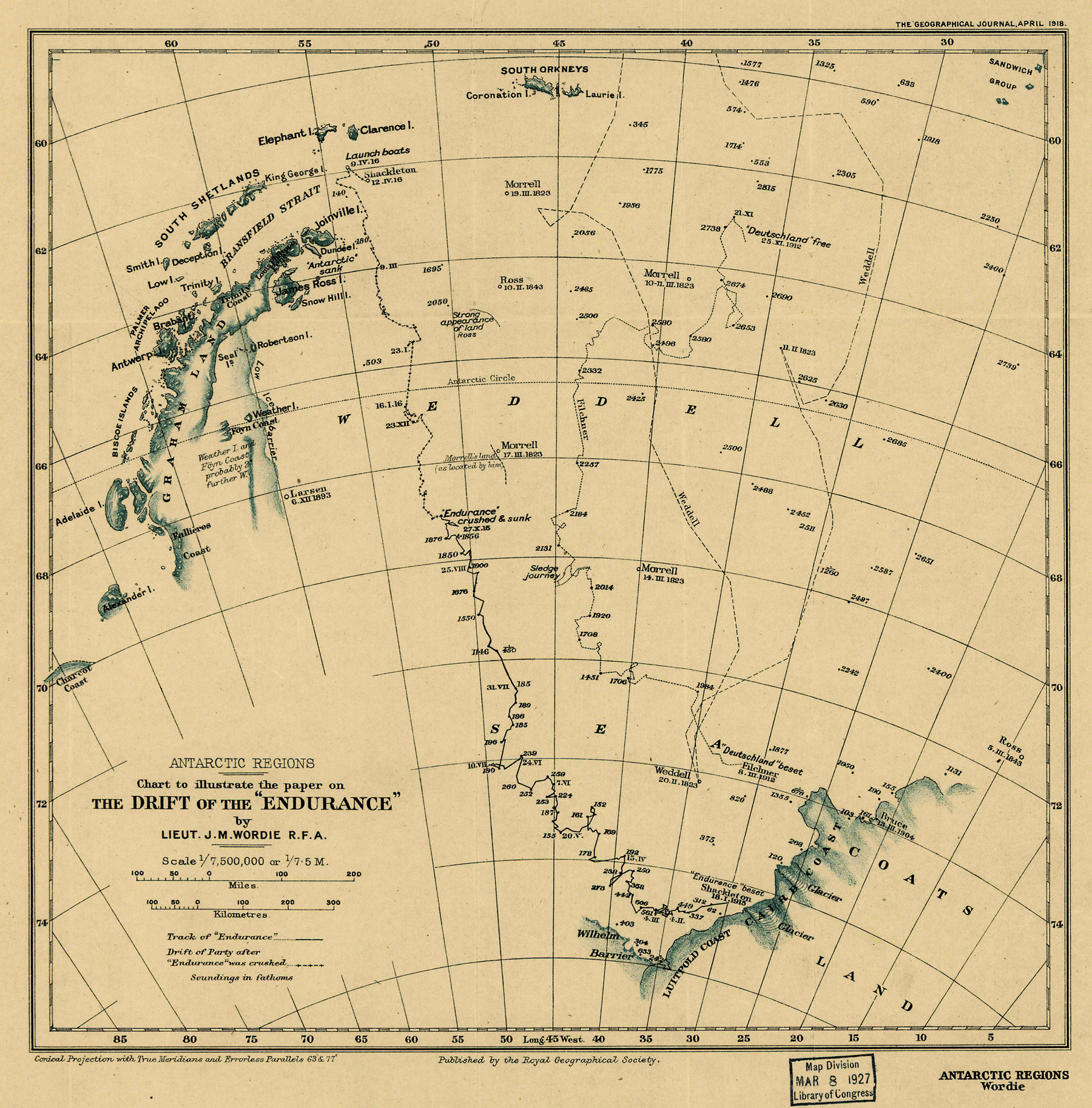
Карта 1918 року, на якій зображені маршрути Ведделла, Фільхнера і Шеклтона

Дрейф проходив у північно-східному напрямку зі швидкістю 7 миль на добу, при цьому табір відносило від потенційних місць порятунку. Це спонукало Шеклтона 21 грудня оголосити про початок другого походу, який розпочався 23 грудня. Похід виявився надзвичайно важким: люди провалювалися в сніг до колін, постійно доводилося перетинати гряди торосів. 27 грудня збунтувався тесляр Гаррі Макніш, Шеклтон застрелив його кота у жовтні. Тесляр заявив, що за Морським статутом, він є моряком тільки на борту судна і після загибелі «Енд'юренса» не зобов'язаний виконувати накази командира. Його вдалося втихомирити, але Шеклтон не забув про цей епізод. Попри величезний внесок у порятунок команди, який Макніш зробив пізніше, він не був представлений до нагороди. 29 грудня Шеклтон виявив, що за тиждень каторжної праці команда просунулася всього на 7,5 миль (12 км), і з такою швидкістю знадобиться не менше 300 днів, щоб дійти до землі. Після цього був заснований «Табір Терпіння» (англ. Patience Camp), в якому команда провела понад три місяці.
Незабаром почала відчуватися нестача продовольства Все, без чого можна було обійтися, було залишено в «Океанському таборі». Харлі і Маклін були відправлені за продовольством. 2 лютого 1916 Шеклтон направив великий загін, щоб забрати якомога більше запасів і третю шлюпку, яку хотіли спочатку залишити. Основою раціону стало м'ясо тюленів, але оскільки у таборі було багато собак, м'яса дуже бракувало. Отож 2 квітня начальник розпорядився пристрелити всіх їздових тварин, які залишилися. М'ясо собак забезпечило людей додатковою їжею.
Дрейф проходив нерівно, 17 березня табір пронесло через широту острова Паулета, але на 60 миль східніше, а лід був настільки поламаний, що шансів дійти у команди не було. Тепер всі надії Шеклтона були спрямовані на острів Елефант (англ. Elephant Island — так англійці зовуть острів Мордвинова), що розташований на 160 км північніше. Шеклтон думав і про досягнення Південних Шетландських островів, які іноді відвідували китобої, але всі ці маршрути вимагали небезпечного переходу у шлюпках по крижаному морю.

#### Плавання на острів Слона
8 квітня, крижина на якій розташовувався табір, розкололася, причому намети і запаси виявилися на меншій частині крижини, яка продовжувала руйнуватися. Команда терміново почала вантажитися на шлюпки, які буди вже підготовлені для такої події. Шлюпки охрестили на честь спонсорів експедиції: «Джеймс Кейрд» (англ. James Caird), «Дадлі Докер» (англ. Dudley Docker) і «Стенкоум Віллс» (англ. Stancomb Wills). Вранці 9 квітня був спущений на воду «Дадлі Докер», а через чотири години на плаву були вже й інші дві шлюпки. Шеклтон командував шлюпкою «Джеймс Кейрд» , Ворслі — шлюпкою «Дадлі Докер», командиром шлюпки «Стенкомб Віллс» формально був призначений штурман Хадсон, але через його психічний стан, фактично на шлюпці командував Крін. Тепер метою Шеклтона був острів Десепшен (англ. Deception), де китобоями була зведена дерев'яна церква і там був матеріал з якого можна було побудувати судно.
Перехід здійснювався повільно, море було забито льодом, через що експедиціонери часто витягали шлюпки на лід і очікували покращення обстановки. Шеклтон, який завагався у виборі маршруту, нарешті зважився плисти до затоки Надії. Однак голод, температура повітря -30 °C і неможливість сховатися від солоної води, примусили його дати команду плисти на острів Елефант, як єдиний можливий для них притулок.
14 квітня вони досягли південно-східного узбережжя острова, але не змогли висадитися оскільки ця частина острова вкрита високими скелями і також заважали стрімкі льодовики. 15 квітня Шеклтон дістався до північного узбережжя і знайшов вузький гальковий пляж, на який змогли висадитися люди з усіх шлюпок . Незабаром з'ясувалося, що в цих місцях дуже високі припливи і гавань не гарантує безпеки. 16 квітня Вайлд з командою «Стенкомб Віллса» досліджував узбережжя в пошуках підходящої гавані, яка і була знайдена на відстані 11 кілометрів від місця висадки. Новий табір отримав назву «Мис Уайлд», «Мис Дикий» («Point Wild») .

#### Плавання на шлюпці «Джеймс Кейрд»
Острів Елефант був безплідним і безлюдним місцем, він був розташований далеко від судноплавних трас. Шеклтон не сумнівався, що пошуковим загонам навіть не прийде в голову туди заглянути, а це означало, що справа порятунку з цього моменту стає завданням самої команди. На острові можна було перезимувати, на ньому не було рослинності, але було вдосталь прісної води, а також тюленів і пінгвінів як головного джерела їжі і палива. Проте стан людей швидко гіршав, як у фізичному, так і в психічному плані. Постійні шторми зірвали один з наметів у тимчасовому таборі і несли загрозу іншим. У цих умовах Шеклтон вирішив взяти з собою невелику команду на одній шлюпці і йти за допомогою. Найближчим населеним місцем був Порт-Стенлі, до якого було 540 морських миль (1000 км), але переважно західні вітри робили його фактично недосяжним. Доступнішим був острів Десепшен, розташований східніше. Хоча острів був безлюдний, його відвідували китобої, а Британське Адміралтейство спеціально влаштувало там склад для кораблів, які зазнали аварії. Після довгих дискусій між Шеклтоном, Ворслі і Френком Вайлдом, Шеклтон вирішив плисти на китобійну базу на острові Південної Джорджії, яка була розташована на відстані 800 морських миль (1520 км). До бази належало доплисти на одній шлюпці в умовах наближення полярної зими. Шеклтон розраховував, що в разі везіння, якщо море не буде вкрите льодом і команда шлюпки виживе, вони зможуть дістатися до місця допомоги приблизно за місяць.

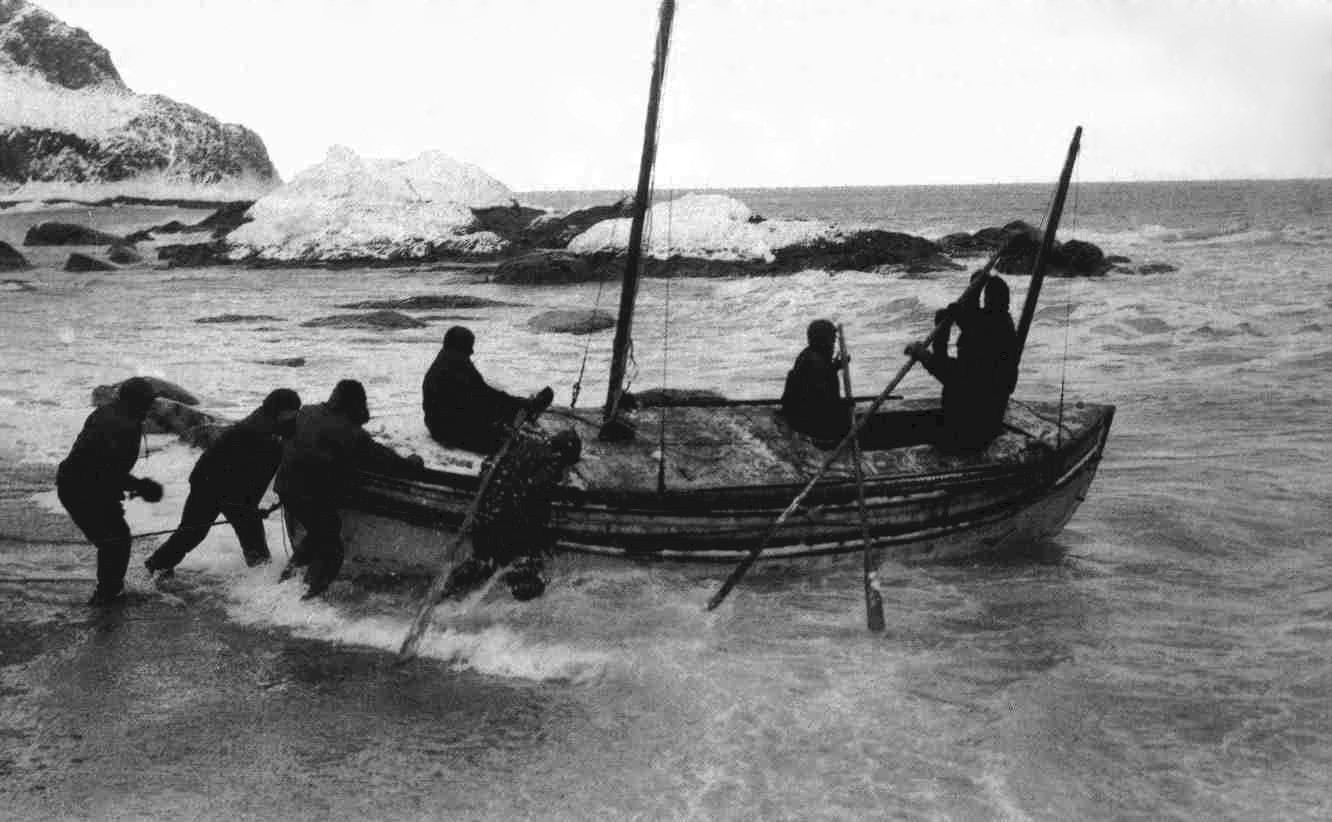
Спуск на воду. 24 квітня 1916 року

«Джеймс Кейрд», китобійний вельбот без палуби, був побудований за кресленнями Коліна Арчера. Його довжина сягала 6,9 м. Теслі Макнішу належало зробити шлюпку більш морехідною маючи у своєму розпорядженні тільки те майно, яке було в експедиціонерів. Макніш надбудував борт і зробив з парусини чохол, який замінив палубу. Для досягнення водонепроникності, шви були оброблені кров'ю тюленів в суміші з олійною фарбою. З човна «Дадлі Докер» зняли щоглу і зробили з неї фальшкіль, як для збільшення стійкості, так і для того, щоб зробити корпус міцнішим. Для поліпшення стійності в шлюпку поклали «довгу тонну» (1016 кг) баласту. У шлюпку завантажили припаси, призначені для Трансантарктичного походу: галети, харчові концентрати, сухе молоко і цукор. Прісну воду залили в дві бочки по 18 галонів (одна з яких була негерметичною). Їжу готували на двох примусах.
З собою Шеклтон брав шістьох людей, повністю довіряючи тільки Ворслі і Кріно, тому, що вони були перевірені в експедиціях Скотта. Інші були добровольцями. Зголосилися йти Вінсент і Маккарті, а також тесляр Макніш. К. Алекзендер вважала, що Шеклтон хотів тримати головних баламутів під своїм контролем. Штурманом погодився бути Ворслі.
«Джеймс Кейрд» відплив 24 квітня 1916 при сприятливому південно-західному вітрі. Начальником загону на острові Елефант залишився Френк Вайлд, якому Шеклтон дав детальні інструкції. У разі, якщо Шеклтон не повернеться до весни, команді потрібно добиратися до острова Десепшен і чекати там на допомогу.
Вийшовши у море, судну довелося ухилитися від прямого курсу у зв'язку з наявністю крижаних полів. За першу добу при 9-ти бальному штормі вдалося пройти 45 морських миль (83 км). Через шторм команді доводилося не спати, були труднощі зі зміною вахт, а полярний одяг не був пристосований для морського плавання, через що його неможливо було висушити. 29 квітня погода різко погіршала, впала температура, а хвилі погрожували перекинути шлюпку. На 48 годин довелося лягти в дрейф, при цьому снасті і «палубу» довелося безперервно очищати від льоду. 4 травня вони були вже на відстані 250 морських миль від Південної Джорджії. Команда безперервно слабшала, Вінсент впав у повну апатію.

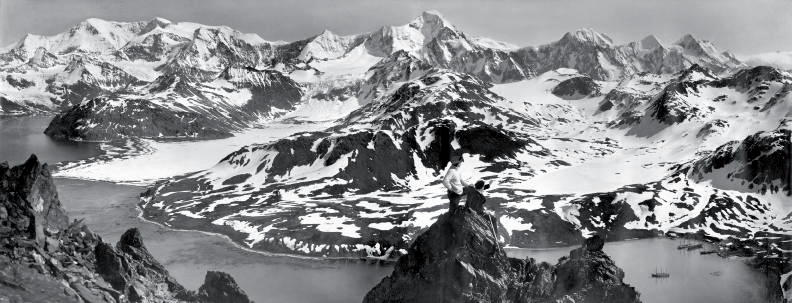
Панорама Південної Джорджії, фотографія зроблена Френком Герлі

Перші ознаки землі з'явилися 8 травня, однак через ураган довелося лягти в дрейф на добу. Експедиціонерам загрожувала аварія поблизу острова Анненкова, однак стан членів команди став настільки погіршав, що 10 травня Шеклтон зважився на висадку, попри всі небезпеки. Висадитися вдалося біля затоки Короля Хокона. Начальник експедиції пізніше зізнавався, що це плавання було одним з найстрашніших випробувань, яке йому довелося пережити.
Команда перебувала за 280 км від китобійної бази, якщо плисти вздовж узбережжя, однак, судячи зі стану шлюпки, подолати цю відстань було неможливо. Вінсент і Макніш були на межі життя і смерті, тому Шеклтон, Ворслі і Крін вирішили йти за порятунком через гори — до китобійної бази Стромнесс.
15 травня шлюпку перевели на 56 км східніше у зручніше місце для стоянки у гирлі затоки. Тут був створений «Табір Пегготті», названий так на честь човна-будинку, який описаний у романі «Девід Копперфільд» Дікенса. 18 травня три людини вирушили в гори — це був перший в історії перетин внутрішніх районів Південної Джорджії. (Роланд Хантфорд вважав, що до Шеклтона це могли зробити норвезькі китобої, але свідчень цьому немає). Похід був дуже важким ще й тому, що у мандрівників не було карт і постійно доводилося обходити льодовики і гірські обриви. Без спорядження, без сну, вони за 36 годин дійшли до китобійної бази Стромнесс. За словами Ворслі вони виглядали як три опудала. Того ж дня, 19 травня, норвежці відправили моторний катер, щоб евакуювати Маккарті, Макніша і Вінсента та забрати човен «Джеймс Кейрд». Китобої влаштували мандрівникам палку зустріч і допомагали всіма можливими способами. 21 травня всі учасники плавання зібралися на норвезькій базі.

#### Рятувальна операція Шеклтона

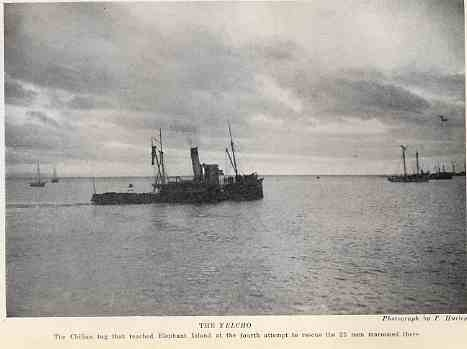
Паровий буксир «Yelcho»

Вже через три дні після прибуття в Стромнесс, Шеклтон на борту китобійного судна «The Southern Sky» зробив спробу врятувати команду, яка залишилися на острові Елефант. У травні поле пакових льодів не дозволило наблизитися до острова ближче ніж на 110 км., а судно не було пристосоване для плавання в льодах. Шеклтон відступив і відбув в Порт-Стенлі.
На Фолклендських островах було відгалуження підводного телеграфного кабелю. Шеклтон негайно зв'язався з Адміралтейством у Лондоні і зажадав підшукати підходяще для рятувальної операції судно, йому повідомили, що до жовтня, нічого підходящого не буде в південних широтах, коли, за розрахунками начальника, було б вже занадто пізно. Шеклтону вдалося заручитися підтримкою англійського посла в Уругваї і отримати від уряду країни траулер, на якому 10 червня він зробив другу спробу пробитися до острова Елефант. Спроба знову виявилася безуспішною. Тоді Шеклтон, Крін і Ворслі відпливли в Пунта-Аренас, в Чилі, де зустрілися з британським судновласником Макдональдом. 12 липня на шхуні Макдональда «Емма» була зроблена третя спроба врятувати команду: пакові льоди і цього разу не пустили судно до узбережжя. Шеклтон пізніше назвав на честь Макдональда шельфовий льодовик на узбережжі Моря Ведделла. До того часу, до середини серпня, Шеклтон вже понад три місяці не мав відомостей про свою команду. Уряд Чилі надав у розпорядження полярника паровий буксир Елчо («Yelcho»), який вже брав участь у третій спробі рятувальної операції як допоміжне судно. 25 серпня почалася четверта спроба, яка благополучно завершилася до полудня 30 серпня: всі учасники команди, які перебували на острові Елефант перейшли на борт «Елчо». Вся команда прибула в Пунта-Аренас 3 вересня 1916.

#### Доля команди на острові Елефант

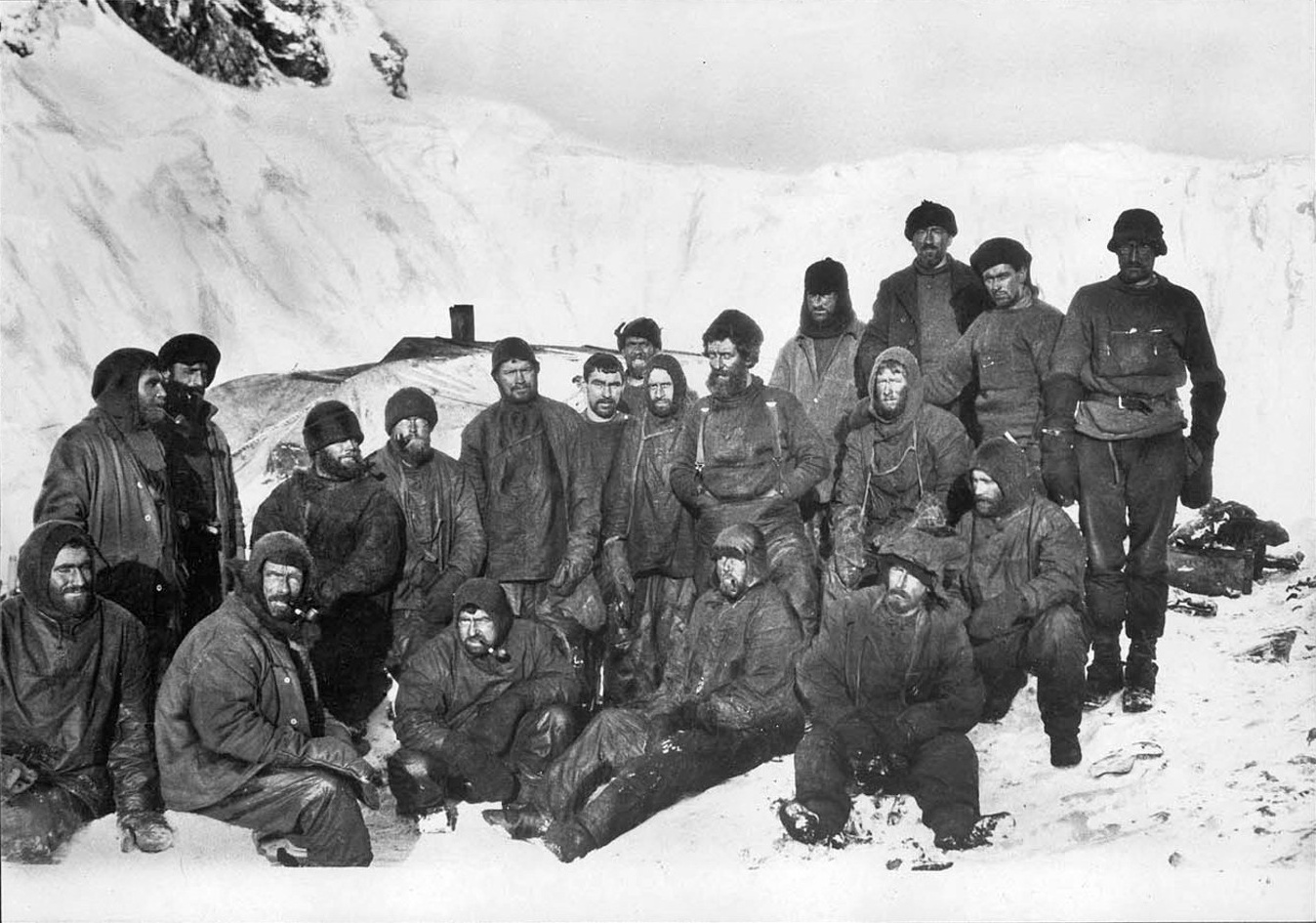
Команда Вайлда на острові Елефант. Зліва направо у задньому ряду — Грінстріт, Макілрой, Марстон, Вордлі, Холнесс, Хадсон, Стефенсон, Маклеод, Кларк, Орд-Ліс, Маклін. У середньому ряду — Грін, Вайлд, Хоу, Чітем, Хассі, Блеквелл. На передньому плані — Рікінсон

Френк Вайлд отримав команду, яка перебувала в критичному стані: у Люіса Рікінсона стався серцевий напад, лікар підозрював інфаркт, Блекборо обморозив ноги і не міг пересуватися, у Хадсона розвинулася важка депресія. Треба було готуватися до зимівлі. За пропозицією Марстона і Грінстріта перевернули дві шлюпки, поставивши їх на фундамент з кам'яних брил, обтягнули з боків вітрилами і іншими матеріалами, — внутрішнє приміщення вийшло близько 5 футів висотою. Місце зимівлі назвали «Snuggery» (укр. «Затишна кімната»), воно послужило досить ефективним притулком від зимових штормів.
Серйозною помилкою Вайлда була оцінка термінів очікування. Розраховуючи на місяць робінзонади, він забороняв створювати запаси м'яса пінгвінів і тюленів, вважаючи це пораженством. Це призвело до конфлікту з Орд-Лісом, який і без того не був найпопулярнішим членом команди. Коли вийшли передбачувані терміни очікування, Вайлду довелося розробляти розпорядок боротьби з зимовою нудьгою. Розгорнулося полювання на пінгвінів і тюленів, були встановлені кухонні вахти, по суботах проводили аматорські концерти, як і раніше відзначалися свята і дні народження, але в цілому, стан духу людей безперервно гіршав. Обморожені пальці Блекборо були вражені гангреною і 15 травня Маклін і Макілрой провели ампутацію при світлі свічок. Під час операції був використаний хлороформ, вона тривала 55 хвилин, а Блекборо не тільки вижив, але навіть не страждав від ускладнень.
23 серпня команда зіткнулася з наслідками помилки Вайлда. Узбережжя було покрито щільною смугою припая, тюлені не вилазили на берег, зникли кудись і пінгвіни. Орд-Ліс цілком серйозно писав у щоденнику, що доведеться з'їсти того, хто помре першим. Вайлд почав готуватися до морського походу на острів Десепшен, призначивши його на 5 жовтня, але вже 30 серпня на острів прибув Шеклтон і вся команда була евакуйована.

### Діяльність загону Моря Росса

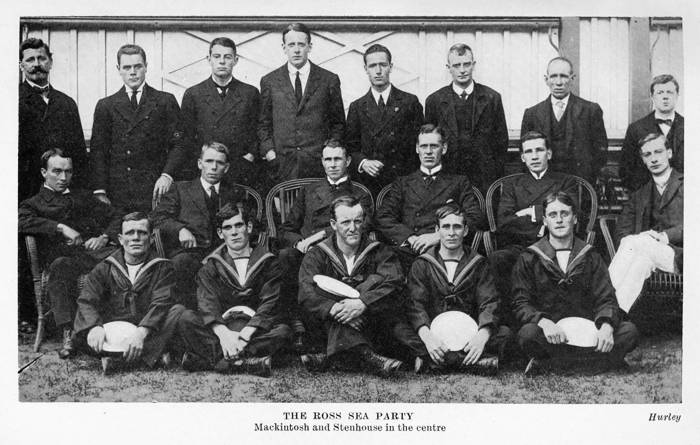
Команда Моря Росса. Макінтош третій зліва в останньому ряду

Керівником загону Моря Росса став Енеас Макінтош, який безуспішно намагався переконати Адміралтейство надати йому військових моряків. Цей загін розглядався як допоміжний — його головною метою була закладка складів. Але, попри це, Шеклтон включив в команду і наукову групу для магнітних, геологічних і біологічних досліджень. Шефом наукової групи був геолог Олександр Стівенс, який отримав також теологічну освіту. 21 -річний випускник Кембриджа, Коул, будучи біологом, став за сумісництвом лікарем. Священик шотландської єпископальної церкви Спенсер-Сміт замінив одного з членів команди, якого викликали на фронти Першої світової війни. Ще трьох членів наукової групи взяли в Австралії.

#### В Австралії
Макінтош і основна частина команди прибули в Сідней у жовтні 1914 року і були неприємно здивовані тим, що експедиційне судно було явно непридатне для плавання в Антарктику і його треба було ремонтувати. Шеклтон не надто дбав про долю другого загону, тому документи про передачу судна Моусоном навіть не були оформлені належним чином. Макінтош забракував більшу частину закупленого провіанту і спорядження, особливо навігаційного обладнання, непридатними були і житлові приміщення. Фактично оснащення експедиції треба було починати заново. До того ж, Шеклтон скоротив бюджет загону на 1000 фунтів стерлінгів, тому Макінтошу довелося терміново шукати спонсорів і проводити екскурсії по судну, щоб отримати хоч якісь гроші. Коштів бракувало навіть на платню команді і її проживання в Сіднеї.
Макінтошу довелося вирішувати всі проблеми самостійно в умовах гострої нестачі часу оскільки на той час Шеклтон вже відплив до Антарктиди. Австралійські учасники експедицій Шеклтона і Скотта увійшли в положення і допомогли швидко зібрати відсутні кошти, проте в ситуації, що склалася, деякі члени експедиції звільнилися, і їх довелося в останній момент замінювати молодими людьми, що не мали ніякого досвіду. Другий механік Едріан Донеллі служив на залізниці і ніколи не був у морі, радистом зголосився бути 18-річний Ліонель Хук.
Попри всі проблеми, «Аврора» відпливла 15 грудня 1914 і пришвартувалась в Гобарті 20 грудня. В Антарктиду вирушили 24 грудня, на три тижні пізніше, ніж це було передбачено планом. Макінтош збирався розташуватися на мисі Еванса, на базі експедиції «Терра-Нова», оскільки розраховував знайти там для «Аврори» надійну зимову стоянку.

#### Походи з січня до березня 1915
Оскільки в інструкціях Макінтоша була вказівка, що Шеклтон почне перетин Антарктиди в перший сезон, він відразу ж почав закладку нових складів на 79° (біля скелі Блафф) і 80° південної широти, вважаючи, що це буде той мінімум, який дозволить останньому вижити після важкого переходу. Одразу почалися конфлікти. Недосвідчена команда не вміла поводитися з їздовими собаками і Ернест Джойс, як найдосвідченіший полярник в групі, радив почекати хоча б тиждень до виходу і дати людям можливість пристосуватися до місця. Макінтош заявив у відповідь, що Шеклтон передав йому всю повноту влади і таким чином, думка Джойса була проігнорована.
Загін був розділений на три групи по три людини, не рахуючи керівника. Перша група виступила 24 січня, інші вирушили на наступний день. Конфлікт між Макінтошем і Джойсом продовжився, цього разу через необхідність використовувати собак при закладці складу 80° південної широти. Трактори, які взяли для транспортування вантажів не витримали антарктичного клімату. Зрештою склади були закладені, але не вдалося дотягнути всіх запасів — на зворотному шляху гине 10 собак. Це всі собаки, які вони взяли з собою в дорогу. Всі три загони з'єдналися на мисі Хат 25 березня, виснажені і обморожені, втративши будь-яку довіру до Макінтоша як до керівника. Через стан морського льоду повернення на мис Еванса було неможливим, тому до 1 червня команда жила в старій хатині Скотта, харчувалася майже суто пінгвінами, для опалення та освітлення використовувався жир.
Вже після закінчення експедиції стало відомо, що Шеклтон мав намір дати Макінтошу інструкцію починати роботи тільки наступного сезону, після зимівлі, але з якоїсь причини телеграма в Австралію так і не була відправлена.

#### Дрейф «Аврори»

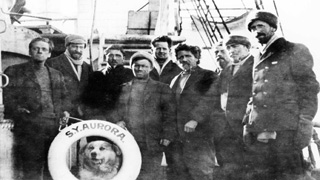
Команда «Аврори»

Коли Макінтош почав походи, командиром «Аврори» офіційно став Стенхаус, хоча фактично він командував ще після того, як судно відплило з Сіднея. Його головним завданням був пошук зимової гавані між мисами Еванса і Хат, що було дуже складною і довгою справою. Нарешті, 11 березня судно стало на якір біля мису Еванс, де йому було судилося вмерзнути у лід.
У ніч на 7 травня 1915 року в сильний шторм «Аврора» разом з льодовим полем була винесена в океан. Неприємним моментом було те, що всі запаси на зиму для групи Макінтоша були вивантажені на берег. До 12 травня шторм навіть не дозволяв людям виходити на верхню палубу, але 12 травня була зроблена спроба зв'язатися з світом за допомогою бездротового телеграфу. Радіус його дії не перевищував 300 миль, а до найближчої станції на острові Маккуорі було 1300 морських миль (2400 км), і тому всі зусилля Хука були марними. 25 травня, коли «Аврора» дрейфувала вздовж узбережжя Землі Вікторії, льодові поля почали змикатися навколо судна, при цьому вмерзлі в лід якорі погрожували судну додатковими руйнуваннями. Стенхаус розпорядився готуватися до висадки на лід, однак небезпека минула. Командир розраховував на те, що судно винесе до Нової Зеландії, де можна буде поповнити запаси і в жовтні повернутися на Мис Еванса.
До 9 липня швидкість дрейфу зросла, посилилися і зрушення пакового льоду. 21 липня «Аврора» опинилася в зоні стиснення, корпус витримав, але стерно вже не підлягало ремонту. 6 серпня закінчилася полярна ніч, судно дрейфувало на траверзі мису Адер, за 670 км від мису Еванса. До 10 серпня напрям дрейфу змінився на північно-західний, в середньому зі швидкістю 37 км на добу. Далі дрейф сповільнилося і Доннелі запропонував зробити якусь подобу гігантського весла, щоб направляти судно на відкриту воду. Роботи були розпочаті негайно. 25 серпня Хук вперше зміг зловити сигнали, якими обмінювалися радіостанції острова Маккуорі і Нова Зеландія. Пізніше були помічені розводдя, але сильні шторми знову зімкнули льоди. 22 вересня «Аврора» минула безлюдні острови Баллені, на той час вже 1300 миль відділяли її від Мису Еванса. Команда була в чудовому стані духу, тепла і зручностей вистачало, неухильно відзначалися свята, в тому числі «Свято Середини Зими». Коли зійшло сонце, на льоду влаштовували матчі з крикету та футболу. 21 листопада «Аврора» перетнула Південне полярне коло, але навіть до Різдва льодові поля не пускали судно. Новий 1916 рік, команда «Аврори» зустріла в оточенні льоду.

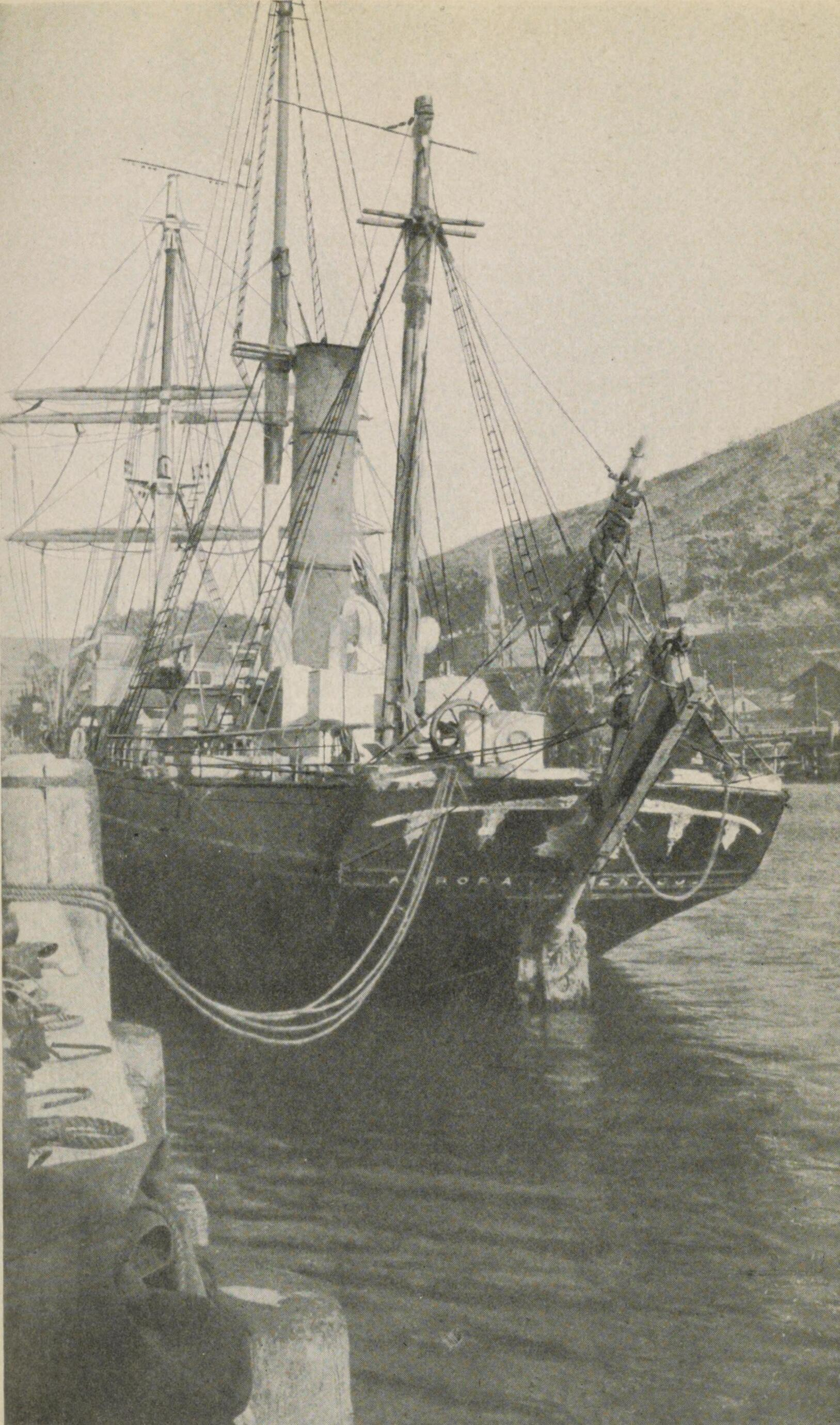
«Аврора» в Порт-Чалмерсі. Вид з корми. Добре видно саморобне стерно

Стенхаус сподівався звільнитися ще на початку січня і після ремонту хотів повернутися на мис Еванса до кінця лютого. Але льодова обстановка була гнітючою. Стенхаус тверезо розсудив, що можливо, доведеться зимувати ще раз і розпорядився почати промисел пінгвінів і морських тварин. Лід до того часу підтанув і перевезення туш було пов'язане з великою небезпекою. До того ж, на 40-річному судні розійшлися шви обшивки, що виснажувало команду постійною роботою на помпах. 12 лютого черговий стиск льоду дозволив судну зійти на воду, але вже 15 лютого льоди знову зімкнулися. Командир не хотів запускати машину через малу кількість вугілля, але 1 березня, не бажаючи зимувати, розпорядився розвести пари. Лише 6 березня було відмічене відкрите море, а 14 березня 312-денний дрейф був закінчений в точці 64° 27' пд.ш., 157° 32' сх. д.
Завданням команди було зберегти судно і провести його в Нову Зеландію, щоб повернутися на острів Росса наступної весни. Судном було важко керувати і Хук відновив спроби зв'язатися з островом Маккуорі, не знаючи, що радіостанція закрита новозеландським урядом через економію. Тільки 23 березня вдалося зв'язатися з Новою Зеландією, а наступного дня і з Тасманією, що перевищувало можливості радіотехніки того часу. Проте, Стенхаус відмовився від допомоги, не бажаючи обтяжувати і без того катастрофічне положення фінансів експедиції. Змінити рішення довелося 31 березня під час сильного шторму. Буксир «Dunedin» (укр. Данідін) прийшов через два дні, а 3 квітня «Аврора» увійшла в Порт-Чалмерс.

#### Після втрати «Аврори»
Повернувшись на мис Еванса, Макінтош виявив, що 10 осіб його команди кинуті напризволяще, оскільки все спорядження, лижі, нарти, провіант і паливо залишилося на судні. У людей в буквальному сенсі залишилося тільки те, в що вони були одягнені. Подальша доля загону залежала тільки від лідерських якостей Макінтоша і довіри до нього людей. Було невідомо, де знаходиться експедиційне судно і коли воно повернеться.
Командир відразу ввів режим суворої економії і уважно оглянув запаси, що залишилися від старих зимівель Скотта і Шеклтона. Це дозволило вирішити проблему одягу та взуття, необхідного інвентарю, а їжею і паливом, як і раніше служили пінгвіни та тюлені. Люди, як могли, намагалися розважити себе в полярну ніч: Джойс відкрив «Знамениту кравецьку лавку Джойса» (англ. Joyce’s Famous Tailoring Shop), в якій перешивав старі намети Скотта, а Вайлд створив курильну суміш «Hut Point Mixture» (тирса, чай, кава і придатні для спалювання прянощі). Тепер у команди були необхідні запаси і нарти для перевезень, щоб закласти склади для Шеклтона. Тому 31 серпня 1915 Макінтош оголосив, що наступного дня починається новий похід на Південь.

#### Похід до гори Надії

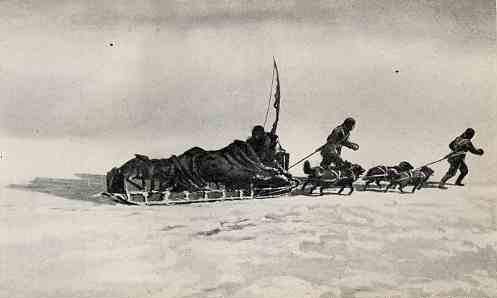
Макінтош і Спенсер-Сміт на марші

Макінтош спланував роботу в три етапи: весь вантаж у 3800 фунтів (1700 кг) належало перевезти від мису Хат до скелі Блафф, а звідти розподілити по складах, починаючи від наявного на 80° пд.ш., заклавши нові «депо» на кожному градусі широти аж до гори Надії на 83° 30' пд.ш. (Гора Надії була відкрита Шеклтоном в 1908 році. З неї відкривався вид на льодовик Бірдмор, тоді ж на тому місці Шеклтон заклав склад «D» для повернення з Південного полюса.)
Перший етап розпочався за планом 1 вересня 1915 і без пригод завершився 30 вересня. Другий етап проходив напружено: постійно сперечалися Макінтош з Джойсом, погода мало сприяла пересуванню, а льодовик ряснів тріщинами. Макінтош був переконаним прихильником методів Скотта, коли всі вантажі перевозяться людьми, які запряжені у сани, в той час як Джойсу допомагали 6 собак (8 собак пережили зиму, але дві суки були вагітні і не могли використовуватися в упряжці). Похід до скелі Блафф завершився 28 грудня.
1 січня 1916 відмова примуса змусила групу Коула, Джека і Гейса повернутися на базу, охоронцем якої залишався Стівенс, призначений стежити також за появою судна. П'ятеро людей в той час досягли гори Надії, залишивши по дорозі Арнольда Спенсера-Сміта, який був не в силах йти далі. Йому залишили маленький намет і наказали чекати. Макінтош скаржився на болі в ногах, але група наполегливо йшла вперед. За порадою Джойса, люди скорочували собі раціон, але ситно годували собак, оскільки це був єдиний шанс виконати завдання і повернутися назад.
29 січня загін мав забрати Спенсера-Сміта. Він був настільки слабкий, що довелося покласти його на сани. Сил Макінтоша вже ледве вистачало для самостійного пересування. Фактичним командиром загону став Джойс. Проте, група наполегливо йшла на північ, але 17 лютого була зупинена бураном за 16 км від складу Блафф — повторювалася історія групи Скотта в березні 1912. Їм довелося тиждень просидіти в наметі, при цьому закінчилися запаси палива і їжі. Тоді Джойс, Річардс і Хейвард ризикнули піти в заметіль за паливом і провіантом. Похід на 32 км зайняв тиждень, за інвалідами весь цей час доглядав Вайлд. Відновивши похід на початку березня, Експедиціонери опинилися в дуже складному становищі: Хейвард не витримав переходу, а троє що залишилися на ногах, були занадто слабкі, щоб тягнути інших. 8 березня Макінтош добровільно зголосився залишитися вмирати, щоб врятувалися хоча б двоє. Проте 9 березня від цинги і загального виснаження помер Спенсер-Сміт. Його поховали у льодовику. Джойс і Вайлд 11 березня притягли Хейвард на мис Хат, Макінтоша доставили 16 березня. Похід тривав 198 днів.
П'ятеро людей які вижили, оселилися в хатині Скотта на мисі Хат, повільно відновлюючи сили тюленячим м'ясом. Льодові умови в затоці перешкоджали переходу, проте 8 травня Макінтош не звертаючи уваги на протести товаришів заявив, що вони з Хейварде підуть на мис Еванса. Вони вийшли в завірюху і більше їх ніхто не бачив. Після шторму Джойс знайшов їх сліди, вони обривалися на битому льоду. Очевидно, що подорожні провалилися крізь молодий лід або крижину з ними віднесло в море. Джойс, Вайлд і Річардс прожили на мисі Хат до 15 липня, коли нарешті, возз'єдналися з групою на мисі Еванса.

#### Рятувальна операція Девіса
Завданням Стенхауса в Новій Зеландії був пошук коштів на ремонт «Аврори» і похід до мису Еванса для евакуації людей, які там зилишилися. Це виявилося надзвичайно складним завданням. Звісток від Шеклтона не надходило з грудня 1914 року, коли «Ендьюренс » залишив Південну Джорджію, відповідно, було очевидно, що допомога потрібна обом загонам експедиції. Всі кошти, зібрані для експедиції, були вже вичерпані, а інших джерел фінансів не було. Приватні жертводавці також не довіряли експедиціонерам через фінансовий хаос, залишений «Авророю» в Австралії. Нарешті, уряди Великої Британії, Австралії та Нової Зеландії погодилися профінансувати ремонт «Аврори», але тепер вона цілком перебувала в розпорядженні об'єднаного рятувального комітету.
31 травня з'явилися звістки від Шеклтона, який дістався до Фолклендських островів. Йому було потрібно рятувати товаришів, що залишилися на острові Слона (операція завершилася у вересні), тому до Нової Зеландії глава експедиції дістався тільки в грудні . Було вже пізно щось міняти, Стенхаус і всі офіцери були звільнені з «Аврори» об'єднаним комітетом, капітаном призначили Джона Кінга Девіса, який служив в експедиції Моусона і відмовився від пропозицій Шеклтона брати участь в Імперській трансантарктичній експедиції. 20 грудня «Аврора» вийшла в море, досягнувши острова Росса 10 січня 1917. Група на мисі Еванса очікувала побачити Шеклтона з іншого боку світла і люди були дуже розчаровані марністю зусиль і смертей. Девіс витратив ще тиждень на безуспішні пошуки Макінтоша і Хейварда, після чого 20 січня «Аврора» відплила у Нову Зеландію, везучи на борту сімох людей, які вижили. Показово, що з ними повернулися три собаки, які пережили всі тяготи шляху, вони стали експонатами Веллінгтонського зоопарку.

## Після експедиції
Шеклтон продав «Аврору» вугільній компанії через борги, для перевезень між Австралією і Південною Америкою. Вартість угоди склала 10 000 фунтів стерлінгів. Судно пропало безвісти в січні 1918 року, боцманом на його борту, як і раніше служив Петон.
На тлі подій Першої світової війни, повернення членів експедиції пройшло непомітно для засобів масової інформації, тим більше, що люди поверталася до Англії поодинці за власні кошти. Сам Шеклтон зумів провести коротке турне по США і повернувся в Британію 29 травня 1917, що пройшло майже непоміченим. У грудні 1919 року була опублікована книга «Південь» про поневіряння експедиції, але і вона не викликала інтерес сучасників.
Ернест Вайлд, як і інші вижилі члени команди, був покликаний на військову службу. Він помер на Мальті 10 березня 1918. Маккарті і Чітем були вбиті на фронті. Шеклтон навіть брав участь в британській інтервенції у Росію, працюючи в Мурманську до весни 1919 року. 1921 року він організував свою останню експедицію на судні «Квест», в ході якої помер у віці 47 років (у 1922 році). Джойс і Річард були нагороджені Медаллю Альберта за свої заслуги тільки в 1923 році, вже після смерті Шеклтона, тоді ж посмертно були нагороджені Вайлд і Хейвард. Радіотелеграфіст Хук, який вдосконалив зв'язок під час дрейфу «Аврори», був прийнятий на роботу в компанію «Amalgamated Wireless Australasia Ltd», прославився багатьма технологічними розробками, за які в 1957 році був зведений у лицарське достоїнство. 1962 року він став виконавчим директором цієї компанії.
Антарктичний материк був перетнутий тільки в 1958 році експедицією Британської співдружності за маршрутом Шеклтона від затоки Фазеля до острова Росса за 98 днів, з використанням гусеничних транспортерів і розвідки льоду з повітря.

## Фільми
- South [Архівовано 22 березня 2012 у Wayback Machine.]. (1919). Фільм Френка Герлі про рейс «Ендьюренс»
- The Endurance: Shackleton’s Legendary Antarctic Expedition. [Архівовано 11 квітня 2012 у Wayback Machine.] Фільм 2000 року
- Shackleton’s Antarctic Adventure [Архівовано 14 лютого 2012 у Wayback Machine.] Фільм-реконструкція
- Great Adventurers: Ernest Shackleton — To The End Of The Earth [Архівовано 22 жовтня 2012 у Wayback Machine.] Документальний фільм 1999 року
- Shackleton (TV film) [Архівовано 8 жовтня 2011 у Wayback Machine.] Фільм 2001 року. У ролі Шеклтона — Кеннет Брана.